# Número de Scruton
El número de Scruton ({\displaystyle \mathrm {Sc} }) es uno de los parámetros importantes para la vibración de estructuras inducida por vórtices, las vibraciones causadas por la lluvia o el viento, el cable inclinado seco que se desliza en seco y la estela que se desliza al galope. El «galope del conductor» es la oscilación de baja amplitud y alta frecuencia de las líneas eléctricas aéreas debido al viento

## Etimología
El número de Scruton lleva el nombre de Christopher "Kit" Scruton, un ingeniero británico de dinámica industrial.

## Simbología
| Símbolo                       | Nombre                                  | Unidad  |
| ----------------------------- | --------------------------------------- | ------- |
| {\displaystyle \mathrm {Sc} } | Número de Scruton                       |         |
| {\displaystyle \zeta }        | Razón de amortiguación crítica mecánica |         |
| {\displaystyle \delta _{s}}   | Amortiguación                           |         |
|                               | Cuerpo (Estructura)                     |         |
| {\displaystyle m_{c}}         | Masa                                    | kg      |
| {\displaystyle m_{e}}         | Masa efectiva                           | kg / m  |
| {\displaystyle W}             | Ancho                                   | m       |
| {\displaystyle H}             | Alto                                    | m       |
| {\displaystyle L}             | Longitud paralela al flujo              | m       |
|                               | Fluido                                  |         |
| {\displaystyle \rho }         | Densidad                                | kg / m3 |

## Descripción
Su expresión viene definida como:
{\displaystyle \mathrm {Sc} ={\frac {4\pi \ m_{c}\ \zeta }{\rho \ (W\ H\ L)}}}
|              | 1                                                                                    | 2                                                                            | 3                                                                            |
| ------------ | ------------------------------------------------------------------------------------ | ---------------------------------------------------------------------------- | ---------------------------------------------------------------------------- |
| Ecuaciones   | {\displaystyle \mathrm {Sc} ={\frac {4\pi \ m_{c}\ \zeta }{\rho \ (W\ H\ L)}}}       | {\displaystyle m_{e}={\frac {m_{c}}{L}}}                                     | {\displaystyle \delta _{s}=2\pi \ \zeta }                                    |
| Ordenando    | {\displaystyle \mathrm {Sc} ={\frac {2\ (m_{c}/L)\ (2\pi \ \zeta )}{\rho \ (W\ H)}}} |                                                                              |                                                                              |
| Sustituyendo | {\displaystyle \mathrm {Sc} ={\frac {2\ m_{e}\ \delta _{s}}{\rho \ (W\ H)}}}         | {\displaystyle \mathrm {Sc} ={\frac {2\ m_{e}\ \delta _{s}}{\rho \ (W\ H)}}} | {\displaystyle \mathrm {Sc} ={\frac {2\ m_{e}\ \delta _{s}}{\rho \ (W\ H)}}} |

{\displaystyle \mathrm {Sc} ={\frac {2\ m_{e}\ \delta _{s}}{\rho \ (W\ H)}}}